# Désiré Bouchery
Désiré Bouchery (Gand, 18 novembre 1888 - Malines, 6 novembre 1944) est un journaliste et homme politique belge de tendance socialiste. Il est ministre des Postes, Téléphones et Télégraphes (PTT) dans les gouvernements Van Zeeland II et Janson.

## Biographie
Désiré Jacques Romain Bouchery, né à Gand le 18 novembre 1888, est le fils d'Alfons Bouchery, employé, et de Maria Alida De Clerck. Il épouse Hélène Hardyns qui lui donne deux enfants. 
Il fait ses études secondaires à l'Athénée royal de Gand. Après le décès prématuré de son père, il doit arrêter ses études à l'Université de Gand et devient employé de banque. Il adhère dès sa jeunesse au Parti ouvrier belge. Il reste également en contact avec les étudiants socialistes de Gand où il rencontre sa future épouse. Son épouse est, par ailleurs, la fille de Ferdinand Hardyns, rédacteur en chef du périodique socialiste Vooruit. En 1909, il est engagé comme journaliste dans le journal et rédacteur du journal Vooruit. 
En 1913, il quitte Malines pour Bruxelles où il accepte un poste de professeur dans la Centrale d'éducation ouvrière (CEO).
Après la Première Guerre mondiale, il est élu député en novembre 1919 à la Chambre des représentants par l'arrondissement de Malines. Il en restera membre jusqu'à son décès en 1944 et en est secrétaire de 1925 à 1926. Il devient par la suite vice-président.
Au niveau communal, il est élu conseiller communal puis échevin de l'Instruction publique de Malines (de 1921 à 1926).
En 1925, il devient directeur de la section flamande de l'École ouvrière supérieure jusqu'en 1937.
De juin 1936 à novembre 1937, il est ministre des PTT dans le gouvernement Van Zeeland II et poursuit à ce poste dans le gouvernement Janson de novembre 1937 à mai 1938. En 1937, l'Institut national de radiodiffusion est scindé en deux départements, un francophone et l'autre néerlandophone, chacun dirigés par un directeur.
Pendant la Seconde Guerre mondiale, il est traqué par les autorités allemandes occupant la Belgique après la campagne des dix-huit jours. Il est arrêté à plusieurs reprises et incarcéré comme otage au fort de Breendonk en 1941. Il en ressort diminué physiquement et décède à Malines le 6 novembre 1944, peu après la Libération de la Belgique. Il a été inhumé au cimetière de Malines.

## Hommage
Une « Désiré Boucherystraat » (rue Désiré Bouchery) perpétue sa mémoire à Malines. 